# Steve Russell

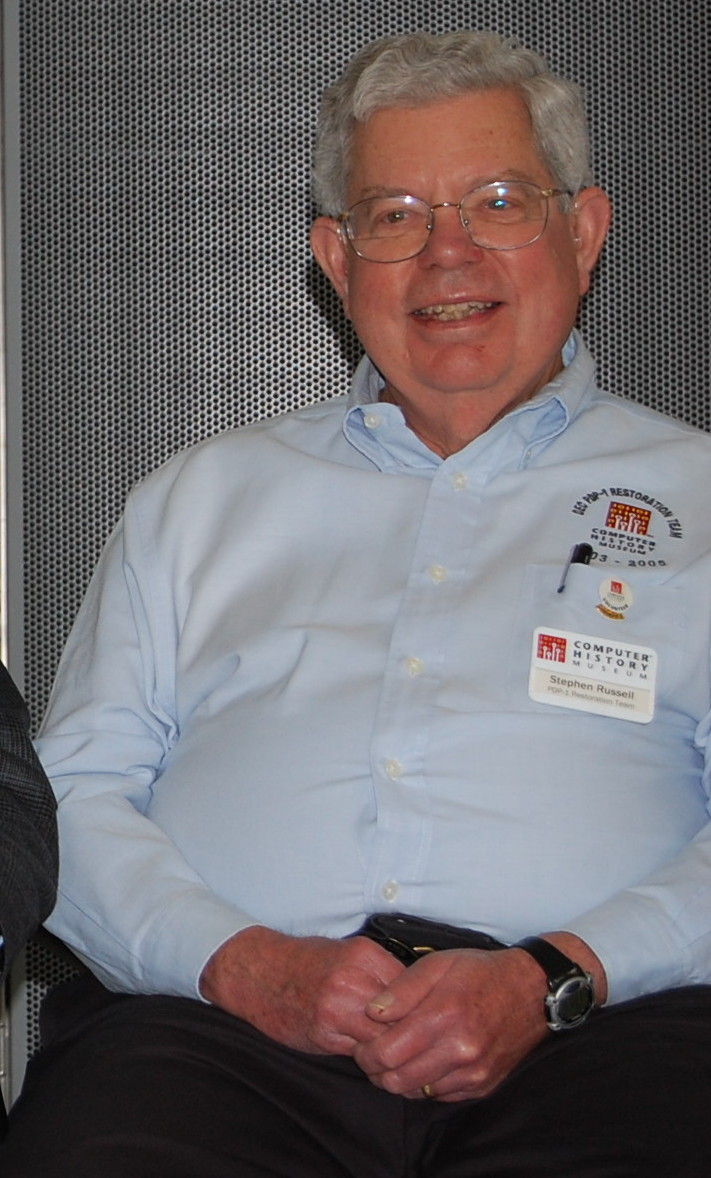
Steve Russell

Steve Russell is de bedenker en maker van Spacewar.
Hij was destijds een student aan de technische universiteit Massachusetts Institute of Technology (MIT) in Boston. Toen er behoefte was aan een demonstratieprogramma voor de nieuwe PDP-1-computer, leek het Russell leuk om er een spel voor te programmeren. Omdat sciencefiction in die tijd erg populair was geworden besloot hij een ruimteoorlogsspel te schrijven. Het werd een groot succes en binnen een jaar werd het gespeeld op universiteiten door heel de Verenigde Staten.